# Stabburet
Stabburet AS ist einer der führenden norwegischen Lebensmittelhersteller. Gegründet wurde das Unternehmen im Jahr 1943 von Gunnar Nilsen. Heute ist Stabburet ein Teil der Orkla Foods Nordic Unternehmensgruppe. Stabburet betreibt insgesamt acht Produktionsstätten in Süd-Norwegen, dazu den Firmensitz in Trollåsen. Werke befinden sich in Fredrikstad, Brumunddal, Stranda, Ualand, Oslo, Vigrestad, Rygge und Skien.

Der Name Stabburet leitet sich von dem Wort Stabbur ab. Stabbur ist die Bezeichnung für einen altnorwegischen Lebensmittel- und Getreidespeicher.

Stabburet ist Hersteller von Fertiggerichten, Tiefkühlpizzas, Saucen, Pasteten, Getränken, Brotaufstrichen und Süßwaren. Vertrieben werden die Produkte unter den Markennamen Stabburet, Grandiosa, Big One, Chef, Nora, Nugatti, und Fun Light.

Das Unternehmen erzielte im Jahr 2009 einen Umsatz von 2.973 Mio. NOK und hatte rund 1.000 Mitarbeiter.